# 26 Dywizja Grenadierów SS (2 węgierska) „Hungaria”
26 Dywizja Grenadierów SS (2 węgierska) „Hungaria” (niem. 26. Waffen-Grenadier-Division der SS (ungarische Nr. 2)) – ochotnicza jednostka wojskowa Waffen-SS złożona z Węgrów pod koniec II wojny światowej.
Dywizję utworzono w styczniu 1945 roku w Neuhammer na Śląsku z różnych znajdujących się tam oddziałów węgierskich. Razem z drugą dywizją węgierską SS 25 „Hunyadi”, miały utworzyć XVII Korpus Armijny SS (węgierski), którego formowanie nie zostało zakończone. Po sowieckiej ofensywie zimowej dywizja znalazła się w rejonie Frankenburga, gdzie dostała się do niewoli amerykańskiej. Część żołnierzy alianci przekazali Sowietom, którzy wysyłali ich do łagrów lub rozstrzelali. 
Według niektórych źródeł prawidłowa nazwa tej dywizji brzmi „Gombos”.

## Struktura organizacyjna
- 64 Pułk Grenadierów SS (4. węgierski)
- 65 Pułk Grenadierów SS (5. węgierski)
- 85 Pułk Grenadierów SS (6. węgierski)
- 26 Pułk Artylerii SS
- jednostki dywizyjne

## Dowódcy dywizji
- SS-Standartenführer Rolf Tiemann (listopad 1944)
- SS-Oberführer Zoltan Pisky (listopad 1944 – 23 stycznia 1945)
- SS-Oberführer László Deák (23 stycznia 1945 – 29 stycznia 1945)
- SS-Brigadeführer Berthold Maack (29 stycznia 1945 – 21 marca 1945)
- SS-Gruppenführer József Grassy (21 marca 1945 – 8 maja 1945)